# Nicolas Winding Refn
Nicolas Winding Refn (Koppenhága, 1970. szeptember 29. –) dán filmrendező, forgatókönyvíró és producer.
Elsőként az Elátkozott város-trilógia (1996–2005) megrendezésével vált ismertté, ezt követte a Bronson (2008) című életrajzi dráma és a Valhalla – A vikingek felemelkedése (2009) című kalandfilm. 2011-es Drive – Gázt! című filmjével elnyerte a 2011-es cannes-i fesztivál legjobb rendezőnek járó díját és hasonló kategóriában BAFTA-díjra jelölték. Következő rendezései a Csak Isten bocsáthat meg (2013) és a Neon démon (2016) voltak.
2019-ben jelent meg az Amazon Prime-on első televíziós sorozata, Too Old to Die Young címmel. 2023-ban egy Netflixen bemutatott thrillersorozat, a Koppenhágai cowboy következett.

## Filmográfia

### Film

#### Rendező, író és producer
| Év   | Magyar cím                          | Eredeti cím                        | Feladatkör  | Feladatkör | Feladatkör |
| Év   | Magyar cím                          | Eredeti cím                        | Rendező     | Író        | Producer   |
| ---- | ----------------------------------- | ---------------------------------- | ----------- | ---------- | ---------- |
| 1996 | Elátkozott város                    | Pusher                             | Igen        | Igen       | Nem        |
| 1999 | Vérveszteség                        | Bleeder                            | Igen        | Igen       | Igen       |
| 2003 |                                     | Fear X                             | Igen        | Igen       | Nem        |
| 2004 | Elátkozott város 2.                 | Pusher II                          | Igen        | Igen       | Igen       |
| 2005 | Elátkozott város 3.                 | Pusher 3                           | Igen        | Igen       | Nem        |
| 2008 | Bronson                             | Bronson                            | Igen        | Igen       | Nem        |
| 2009 | Valhalla – A vikingek felemelkedése | Valhalla Rising                    | Igen        | Igen       | Nem        |
| 2011 | Drive – Gázt!                       | Drive                              | Igen        | Nem        | Nem        |
| 2012 | Éjsötét játszma                     | Black's Game                       | Nem         | Nem        | Vezető     |
| 2012 | Veszélyes ultimátum                 | Pusher                             | Nem         | Nem        | Vezető     |
| 2013 | Csak Isten bocsáthat meg            | Only God Forgives                  | Igen        | Igen       | Nem        |
| 2014 |                                     | Dying of the Light                 | Nem         | Nem        | Vezető     |
| 2016 | Neon démon                          | The Neon Demon                     | Igen        | Igen       | Igen       |
| 2023 |                                     | Circus Maximus (Delresto szegmens) | Társrendező | Nem        | Nem        |

#### Színész
| Év   | Magyar cím          | Eredeti cím                              | Szerep         | Megjegyzések   |
| ---- | ------------------- | ---------------------------------------- | -------------- | -------------- |
| 1996 | Elátkozott város    | Pusher                                   | Brian          |                |
| 2005 | Kínai szerelem      | Kinamand                                 | Lægen (doktor) |                |
| 2012 | Veszélyes ultimátum | Pusher                                   | Dutch Bob      |                |
| 2013 | Jodorowsky Dűnéje   | Jodorowsky's Dune                        | önmaga         | dokumentumfilm |
| 2014 |                     | My Life Directed by Nicolas Winding Refn | önmaga         | dokumentumfilm |
| 2023 |                     | Dario Argento Panico                     | önmaga         | dokumentumfilm |

### Televízió
| Év   | Magyar cím              | Eredeti cím              | Feladatkör | Feladatkör | Feladatkör      | Megjegyzések                            |
| Év   | Magyar cím              | Eredeti cím              | Rendező    | Megalkotó  | Vezető producer | Megjegyzések                            |
| ---- | ----------------------- | ------------------------ | ---------- | ---------- | --------------- | --------------------------------------- |
| 2009 | Agatha Christie: Marple | Agatha Christie's Marple | Igen       | Nem        | Nem             | 2 epizód (Éjféltájt és Nemezis)         |
| 2019 |                         | Too Old to Die Young     | Igen       | Igen       | Igen            | minisorozat (forgatókönyvíró)           |
| 2023 | Koppenhágai cowboy      | Copenhagen Cowboy        | Igen       | Igen       | Igen            | minisorozat szereplő (Jørgen, 1 epizód) |
| 2023 |                         | The Famous Five          | Nem        | Igen       | Igen            |                                         |

### Videójátékok
| Év   | Cím                             | Szerep   | Megjegyzések     |
| ---- | ------------------------------- | -------- | ---------------- |
| 2019 | Death Stranding                 | Heartman | külső megjelenés |
| 2025 | Death Stranding 2: On the Beach | Heartman | külső megjelenés |

## Fordítás
- Ez a szócikk részben vagy egészben  a   Nicolas Winding Refn című angol Wikipédia-szócikk ezen változatának fordításán alapul.  Az eredeti cikk szerkesztőit annak laptörténete sorolja fel. Ez a jelzés csupán a megfogalmazás eredetét és a szerzői jogokat jelzi, nem szolgál a cikkben szereplő információk forrásmegjelöléseként.